# 红树科
红树科（学名：Rhizophoraceae）是真双子叶植物金虎尾目的一科，约有18属，大约120种，常見的是水筆仔，绝大部分分布在东半球的热带和亚热带地区，都是常绿灌木或小乔木。中国只有6属共11种。
克朗奎斯特分类法单独分出一个红树目，只包括一科；APG分类法将其列入金虎尾目。

## 形态
单叶，交互对生，有早落的托叶，罕无托叶而互生。
花为两性，很少单性、杂性，单生、丛生于叶腋，或排成聚伞花序，裂片4～16，宿存；花瓣与萼裂片同数或为倍数；雄蕊位于花盘的外缘上，多与花瓣同数，与花瓣对生；花药4室，纵裂，或多室而瓣裂；子房下位或半下位，很少上位，2～6（8）室，有时因隔膜萎缩成1室，每室有下垂胚珠2或多数。
果革质，肉质，不开裂，稀为蒴果而开裂。
生长在海滩的红树果实在母树上发芽，幼苗长大坠落到海滩淤泥中生根，谓“胎生植物”，生长在山区的种类不能在母树上发芽，要依靠种子繁殖。

## 分类
本科18个属如下：
- 楝紅樹屬 Anopyxis
- 睫瓣紅樹屬 Blepharistemma
- 木榄属 Bruguiera
- Bruguieria
- 竹节树属Carallia
- 蘇瓣紅樹屬 Cassipourea
- 角果木属Ceriops
- 裂瓣紅樹屬 Comiphyton
- 桃紅樹屬 Crossostylis
- 谷紅樹屬 Gynotroches
- 秋茄树属Kandelia
- 島紅樹屬 Macarisia
- 貼梗桐屬 Paradrypetes
- 山红树属Pellacalyx
- 红树属Rhizophora
- 彩穗木属 Richea
- 叉瓣紅樹屬 Sterigmapetalum
- 马岛红树属 Weihea

## 用途
红树科植物木质耐腐蚀，有些品种的木材可以用做水下建筑，树皮可以提炼丹宁酸。生长在海滩的红树林是沿海生态的重要组成部分，可以防护海滩不被海浪侵蚀。